# Eleição municipal de Araraquara em 2004
A eleição municipal de Araraquara em 2004 foi o 14.º pleito eleitoral realizado na história do município. Ocorreu oficialmente em 3 de outubro e foi disputada em turno único, dado que Araraquara por não ter 200 000 eleitores registrados e aptos ao voto, não atende ao critério eleitoral definido pelo inciso II do artigo n.º 29 da Constituição Federal para a realização de um 2.º turno caso nenhum dos candidatos a prefeito alcance maioria absoluta dos votos. Neste caso, o(a) vencedor(a) é escolhido por maioria simples.
Segundo dados do Tribunal Superior Eleitoral, 131 709 eleitores compunham o eleitorado araraquarense apto a eleger 1 prefeito, 1 vice–prefeito e 12 vereadores para a Câmara Municipal em 2004.

## Candidaturas oficiais
| Candidaturas deferidas pelo TSE para a disputa eleitoral | Candidaturas deferidas pelo TSE para a disputa eleitoral | Candidaturas deferidas pelo TSE para a disputa eleitoral | Candidaturas deferidas pelo TSE para a disputa eleitoral | Candidaturas deferidas pelo TSE para a disputa eleitoral | Candidaturas deferidas pelo TSE para a disputa eleitoral | Candidaturas deferidas pelo TSE para a disputa eleitoral                                     | Candidaturas deferidas pelo TSE para a disputa eleitoral |
| N.º                                                      | N.º                                                      | Candidato(a) a prefeito(a)                               | Candidato(a) a prefeito(a)                               | Candidato(a) a vice-prefeito(a)                          | Candidato(a) a vice-prefeito(a)                          | Coligação                                                                                    | Situação                                                 |
| -------------------------------------------------------- | -------------------------------------------------------- | -------------------------------------------------------- | -------------------------------------------------------- | -------------------------------------------------------- | -------------------------------------------------------- | -------------------------------------------------------------------------------------------- | -------------------------------------------------------- |
|                                                          | 13                                                       |                                                          | Edinho Silva (PT)                                        |                                                          | Sérgio Médici (PT)                                       | Frente Popular de Araraquara PT / PSB / PPS / PL / PV / PCdoB                                | Eleito                                                   |
|                                                          | 15                                                       |                                                          | Marcelo Barbieri (PMDB)                                  |                                                          | Coca Ferraz (PMDB)                                       | Morada, o Futuro está aqui! PMDB / PP / PSDB / PFL / PDT / PTB / PSL / PSC / PHS / PMN / PRP | Não eleito                                               |
|                                                          | 16                                                       |                                                          | Walter Miranda (PSTU)                                    |                                                          | Adelino de Santi Júnior (PSTU)                           | partido isolado                                                                              | Não eleito                                               |

## Resultados eleitorais

### Poder Executivo
| Candidatos a prefeito(a)   | Candidatos a prefeito(a) | Candidatos a vice-prefeito(a)  | Votação | Votação     |
| Candidatos a prefeito(a)   | Candidatos a prefeito(a) | Candidatos a vice-prefeito(a)  | Total   | Porcentagem |
| -------------------------- | ------------------------ | ------------------------------ | ------- | ----------- |
|                            | Edinho Silva (PT)        | Sérgio Médici (PT)             | 52 627  | 50,57%      |
|                            | Marcelo Barbieri (PMDB)  | Coca Ferraz (PMDB)             | 48 297  | 46,41%      |
|                            | Walter Miranda (PSTU)    | Adelino de Santi Júnior (PSTU) | 3 142   | 3,02%       |
| Total de votos válidos     | Total de votos válidos   | Total de votos válidos         | 104 066 | 104 066     |
| Votos apurados             |                          |                                |         |             |
| Votos válidos              | Votos válidos            | Votos válidos                  | 104 066 | 91,82%      |
| Votos em branco            | Votos em branco          | Votos em branco                | 2 626   | 2,32%       |
| Votos nulos                | Votos nulos              | Votos nulos                    | 6 644   | 5,86%       |
| Total de votos apurados    | Total de votos apurados  | Total de votos apurados        | 113 336 | 113 336     |
| Participação do eleitorado |                          |                                |         |             |
| Comparecimentos            | Comparecimentos          | Comparecimentos                | 113 336 | 86,05%      |
| Abstenções                 | Abstenções               | Abstenções                     | 18 373  | 13,95%      |
| Total de eleitores aptos   | Total de eleitores aptos | Total de eleitores aptos       | 131 709 | 131 709     |
| Fonte: Fundação SEADE      |                          |                                |         |             |

### Poder Legislativo
No sistema proporcional, pelo qual são eleitos os vereadores, o voto dado a um(a) candidato(a) é primeiro considerado para a coligação da qual o partido em que ele(a) é filiado(a) faz parte. O total de votos da coligação é o que define quantas cadeiras o partido terá. Definidas as cadeiras, os candidatos(as) mais votados(as) do partido são chamados a ocupá-las.
Abaixo encontram-se os candidatos a vereador eleitos, reeleitos e os que ficaram como suplentes para a 14.ª legislatura, iniciada em 1 de janeiro de 2005 e concluída em 31 de dezembro de 2008.
| N.º   | Candidato(a)            | Coligação   | Votos obtidos | Porcentagem | Situação      |
| ----- | ----------------------- | ----------- | ------------- | ----------- | ------------- |
| 13601 | Edna                    | PT / PSB    | 3 047         | 2,91%       | Reeleito(a)   |
| 11631 | Juliana Damus           | PP          | 2 524         | 2,41%       | Reeleito(a)   |
| 25626 | Porsani, Zé da Farmácia | PFL         | 2 351         | 2,24%       | Eleito(a)     |
| 13610 | Nascimento              | PT / PSB    | 2 303         | 2,20%       | Reeleito(a)   |
| 15000 | Elias Chediek Neto      | PMDB / PSL  | 2 235         | 2,13%       | Reeleito(a)   |
| 23666 | Ronaldo Napeloso        | PPS / PCdoB | 2 206         | 2,10%       | Reeleito(a)   |
| 25000 | Boi Cabelereiro         | PFL         | 2 194         | 2,09%       | Suplente      |
| 13630 | Dicão                   | PT / PSB    | 2 038         | 1,94%       | Eleito(a)     |
| 15682 | Doutor Lauand           | PMDB / PSL  | 2 036         | 1,94%       | Reeleito(a)   |
| 15662 | Deodata do Amaral       | PMDB / PSL  | 2 002         | 1,91%       | Suplente      |
| 45655 | Amador Bandeira         | PSDB        | 2 000         | 1,91%       | Não eleito(a) |
| 14000 | Pacheco                 | PTB / PDT   | 1 776         | 1,68%       | Reeleito(a)   |
| 11602 | Manço                   | PP          | 1 536         | 1,47%       | Reeleito(a)   |
| 40000 | Valderico Jóe           | PT / PSB    | 1 465         | 1,40%       | Reeleito(a)   |
| 15500 | Doutor Helder           | PMDB / PSL  | 1 418         | 1,40%       | Suplente      |
| 11670 | Pastor Raimundo Bezerra | PP          | 1 329         | 1,27%       | Suplente      |
| 45654 | Eduardo Boschiero       | PSDB        | 1 302         | 1,24%       | Não eleito(a) |
| 14650 | Idelmo Pantera          | PTB / PDT   | 1 274         | 1,22%       | Suplente      |
| 22660 | Marcos Cabelereiro      | PL / PV     | 1 257         | 1,20%       | Reeleito(a)   |